# Melitaea kovacsi
Melitaea kovacsi är en fjärilsart som beskrevs av Zoltan Varga 1967. Melitaea kovacsi ingår i släktet Melitaea och familjen praktfjärilar. Inga underarter finns listade i Catalogue of Life.